# Heksencultus-hypothese

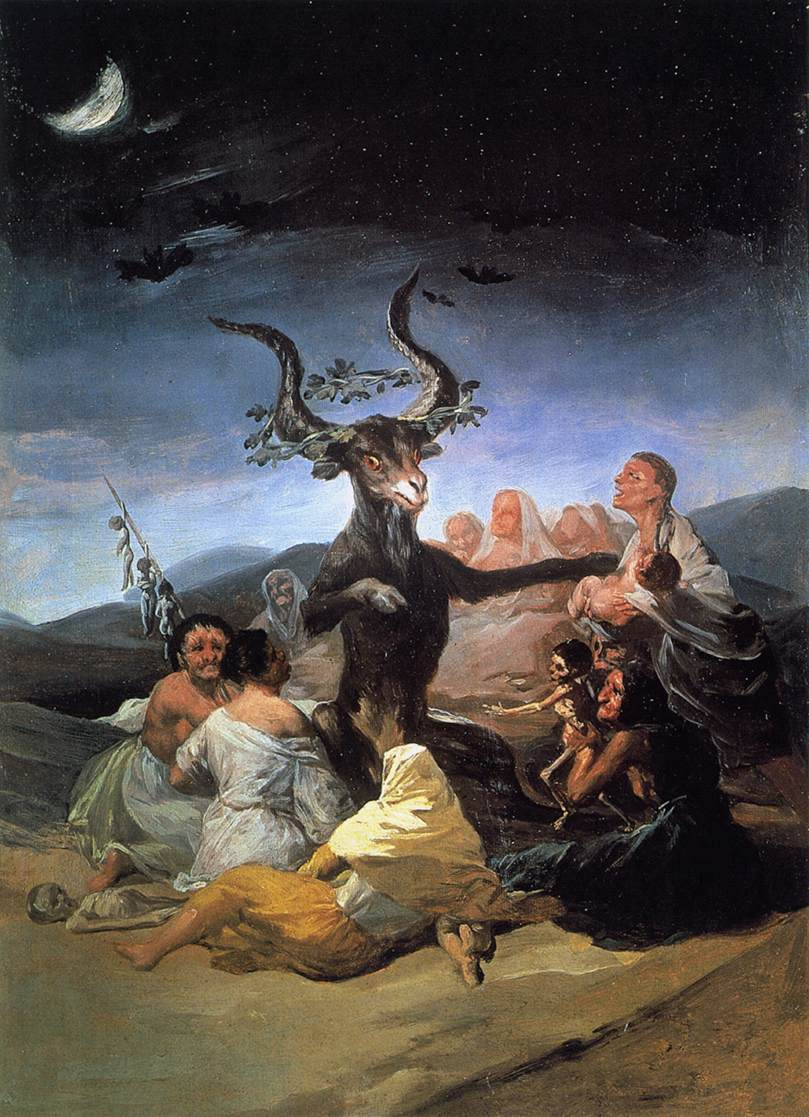
Francisco de Goya's heksensabbat uit 1789 beeldt een duivel uit, geflankeerd door satanische heksen. De heksencultus-hypothese stelt dat verhalen als deze gebaseerd zijn op werkelijk bestaande heidense cultussen die een gehoornde god vereerden.

De heksencultus-hypothese (Witch-Cult hypothesis) stelt dat wat verteld werd over Europese heksen (dat zij sabbats hielden, de gehoornde god vereerden, enzovoort) gebaseerd is op een werkelijk bestaande heidense religie die een gehoornde god vereerde. De bekendste uitwerking van deze theorie is die van de  Britse antropologe Margaret Murray in haar boek The Witch-Cult in Western Europe uit 1921.
Murray was echter niet de eerste die dergelijke theorieën formuleerde. Vanaf de 18e eeuw doken voorlopers van Murrays theorie op:

## Girolamo Tartarotti
In 1749 stelde de Italiaan Girolamo Tartarotti dat de door de kerk vervolgde religie berustte op heidense tradities, hoewel hij niet echt claimde dat het die heidense religie zelf was. In 1749 schreef hij de verhandeling De Congresso Notturno Delle Lammie(de nachtelijke vergadering van heksen), en in 1751 volgde het boek Apologia del Congresso Notturno Delle Lammie (Verdediging van de nachtelijke vergadering van Heksen), bedoeld om zich tegen de kritieken op zijn verhandeling te verdedigen.

## Karl Ernst Jarcke
In 1828 beweerde de Duitser Karl Ernst Jarcke, een hoogleraar strafrecht aan de Universiteit van Berlijn, dat de religie die vervolgd werd tijdens de heksenjacht niet satanisch was, maar in feite een heidense oorsprong had. Jarcke's stelling was dat het heidendom na de kerstening niet uitgeroeid was en nog veel aanhangers had onder de plattelandsbevolking. De kerk was beducht voor deze concurrentie en had daarom deze religie als "satanisme" veroordeeld. Volgens hem zou deze religie verder geëvolueerd zijn naar een verering van de gehoornde god, door volgelingen beschouwd als Satan.

## Franz-Josef Mone
Jarcke's theorieën werden in 1839 overgenomen en aangepast door een andere Duitser, Franz-Josef Mone. Mone was een fervent rooms-katholiek en ook een Germaanse romanticus, Hij betwistte dat deze heidense cultus (waar mensenoffers en nachtelijke orgieën deel van uitmaakten) van Germaanse oorsprong was, en hechtte eerder geloof aan een hellenistische afkomst. Het zou gebaseerd zijn geweest op de Grieks-Romeinse mysteriën, en naar Duitsland zijn gebracht door Griekse slaven.

## Jacob Grimm
In 1844 claimde Jacob Grimm, een van de Broeders Grimm, dat het vroegmoderne beeld van de heks een "samensmelting was van heidense tradities met latere middeleeuwse stereotypen over ketterij", maar hij kon niet geloven dat de heksencultus een heidense religie was geweest.

## Jules Michelet
In 1862 publiceerde de Franse historicus Jules Michelet "La Sorcière" (De heks), waarin hij de theorie verder aanpaste. Michelet, die een liberaal was die zowel de Rooms-Katholieke Kerk als de absolute monarchie verachtte, voerde aan dat de Heksencultus populair was onder de boeren terwijl het rooms-katholicisme vooral werd aangehangen door de hogere klassen. Hij beweerde dat de heksen vooral vrouwen waren geweest (hij had grote bewondering voor het vrouwelijk geslacht, dat hij de voornaamste van de twee vond) en dat zij grote genezers hadden, van wie de kennis de basis zou vormen van veel van de moderne geneeskunde. Hij geloofde dat zij de god Pan aanbaden, die gelijkgesteld zou worden met de christelijke figuur van de duivel in de tijd van de heksenvervolgingen.

## Matilda Joslyn Gage
In 1893 publiceerde de Amerikaanse Matilda Joslyn Gage Woman, Church and State (Vrouw, Kerk en Staat), waarin ze stelde dat dat de prehistorische samenleving matriarchaal was en dat toen de Grote Godin werd vereerd. Heksen zouden dan heidense priesteressen zijn die deze oude religie wilden bewaren.

## Karl Pearson
In 1897 breidde de Engelse geleerde Karl Pearson, hoogleraar Toegepaste Wiskunde aan de University College London en een amateur-historicus en antropoloog, de theorie van Jules Michelet uit. Pearson ging akkoord met de theorie van een prehistorische matriarchale samenleving en het idee dat de heksencultus er een overblijfsel van was. Hij vermoedde dat deze religie in het christelijke tijdperk de nadruk begon te leggen op een mannelijke godheid, die vervolgens gelijkgesteld werd met de christelijke duivel. Pearson verdedigde ook de stelling dat Jeanne d'Arc een van de laatste priesteressen van de religie was geweest. In tegenstelling tot Michelet of Gage vond hij de praktijken en overtuigingen van deze groep primitief en zette zich vooral af tegen verering van godinnen in het algemeen.

## Charles Leland
Charles Leland was een Amerikaanse folklorist en occultist, die door heel Europa reisde. Hij was ook een aanhanger van de theorieën van Michelet. In 1899 publiceerde hij Aradia, or the Gospel of the Witches ('Aradia, of het Evangelie van de heksen'), die volgens hem een heilige tekst voor de Italiaanse heksen was. Daarin werd geen melding gemaakt van een gehoornde god, maar er was wel degelijk een mannelijke god bekend als Lucifer, evenals een vrouwelijke godheid, de godin Diana. Lelands werk zou de inspiratie leveren voor de heidense heksenreligie van de Stregheria.

## Moderne onderzoekers
Hoewel dit mogelijk zo lijkt, is de theorie van het bestaan van een heksencultus, voorafgaand aan en tijdens de heksenvervolgingen, niet helemaal doodverklaard of door onderzoekers algemeen afgedaan als romantische onzin. Zo schreef de 20e-eeuwse Italiaanse historicus Carlo Ginzburg bijvoorbeeld over de Benandanti en hun vruchtbaarheidscultus op het Noord—Italiaanse platteland in de 16e en 17e eeuw. Tussen 1575 en 1675 werden ze vervolgd als ketters of heksen door de Inquisitie. Die Benandanti claimden ook hun lichaam te kunnen verlaten en te kunnen vliegen. De vervolging leidde volgens Ginzburg tot de uitroeiing van de cultus van de Benandanti. Hij behoort tot een klein aantal geleerden dat pleit voor een aangepaste versie van de heksencultus-hypothese, waarbij wel vastgehouden wordt aan het idee dat voorchristelijke religieuze praktijken tot in de vroegmoderne tijd overleefden en bijdroegen aan de vorming van de stereotypering van 'de heks' in Europa. Geleerden zijn het er nu wel over eens dat de benandanti gelden als een van de beste voorbeelden van overlevende restanten van oude heidense vruchtbaarheidsriten in de vroegmoderne Europese samenleving.
De consensus onder huidige onderzoekers van de geschiedenis van de hekserij is echter dat geen geloof kan gehecht worden aan het bestaan van een voorchristelijke heksencultus die door de kerk vervolgd geweest zou zijn met de bedoeling om de aanhangers van dit heidense geloof uit te roeien. 
Een van die moderne critici is sociaal-antropoloog Alan Macfarlane. In 'Witchcraft Prosecutions in Essex, 1500-1600: A Sociological Analysis' zegt hij dat de belangrijkste kritiek op Murrays werk erop neerkomt dat ze, door allerlei dingen uit context te trekken en aan te halen uit de Europese folklore, een totaal fout beeld creëerde over de Europese hekserij. Volgens hem had ze wat mensen geloofden aangenomen als een weergave van wat er feitelijk gebeurd was. Hoewel ze in haar boek toonde dat de mensen geloof hechtten aan een heksencultus, was ze er niet in geslaagd om aan te tonen dat er werkelijk zoiets was geweest. Vanuit zijn eigen onderzoek over hekserij in Essex zegt Macfarlane dat hij daar weinig van wat zij beweerde had aangetroffen: sporen van een sabbat, coven en het duivelspact waren er niet, tenzij in de heksenprocessen van 1645. In zijn onderzoek wees niets erop dat er sprake was geweest van een heidense, ondergrondse cultus, noch van een of andere organisatie van personen die zich heksen noemden.